# Salvador Garcia Pintos

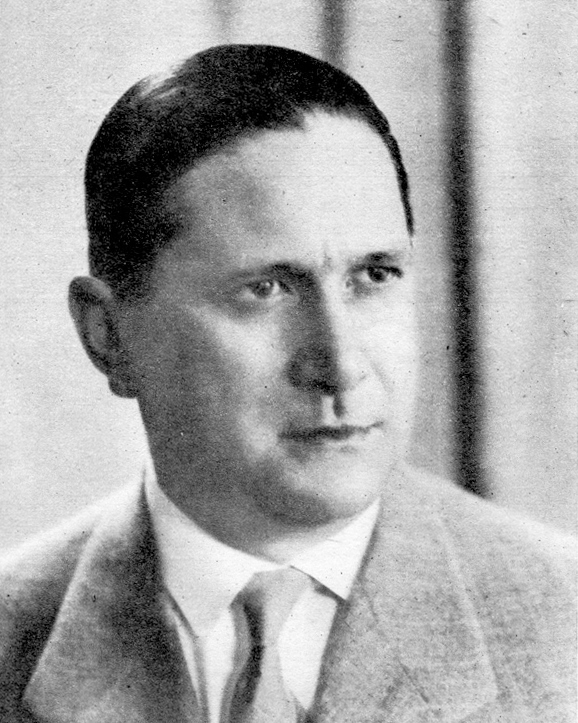

Salvador Garcia Pintos (* 1891; † 19. Januar 1956, La Floresta) war ein uruguayischer Politiker und Arzt.
Der Katholik Garcia Pintos gehörte der Unión Cívica an. Er saß in der 34. und 35. Legislaturperiode als Abgeordneter für das Departamento Colonia in der Cámara de Representantes. In den beiden folgenden Wahlperioden war er gewählter Volksvertreter für das Departamento Montevideo.
Im Oktober 2017 setzte sich Daniel Sturla, der
Erzbischof von Montevideo, beim Vatikan für die Seligsprechung Garcia Pintos ein, unter anderem in Anerkennung seines Kampfes gegen die Legalisierung von Schwangerschaftsabbrüchen.

## Zeitraum seiner Parlamentszugehörigkeit
- 15. Februar 1943 – 14. Februar 1947 (Cámara de Representantes, 34.LP)
- 15. Februar 1947 – 14. Februar 1951 (Cámara de Representantes, 35.LP)
- 15. Februar 1951 – 14. Februar 1955 (Cámara de Representantes, 36.LP)
- 21. Februar 1955 – 19. Januar 1956 (Cámara de Representantes, 37.LP)